# Paul Vidal de la Blache

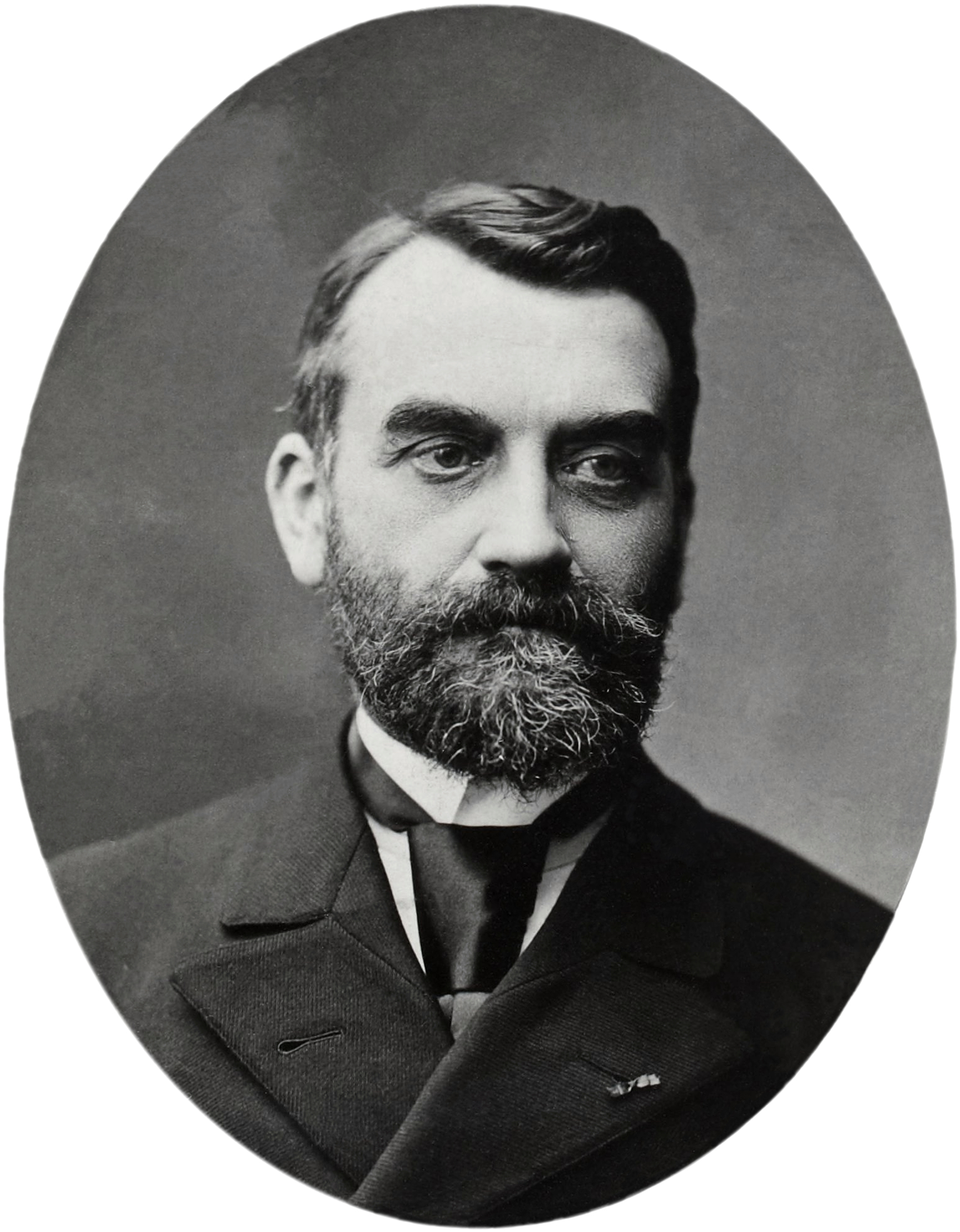
Paul Vidal de la Blache

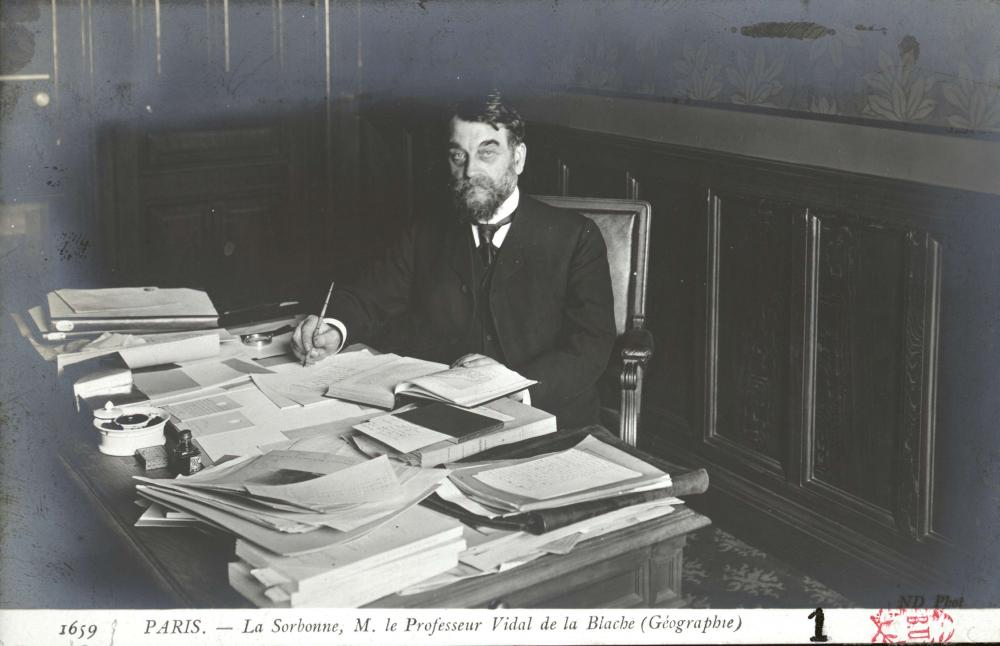
Die Sorbonne. Herr Professor Vidal de la Blache - Geografie (Sorbonne-Bibliothek, NuBIS)

Paul Vidal de la Blache (* 22. Januar 1845 in Pézenas; † 5. April 1918 in Tamaris-sur-Mer) war ein französischer Geograph, Historiker und Ethnologe. Er war einer der Mitbegründer der Humangeographie.

## Kurze Biographie
Paul Vidal de la Blache war ein hervorragender Schüler des Lycée Charlemagne. Ab 1863 studierte er in Paris an der École normale supérieure Geschichte und Geographie, wo er 1866 seinen Abschluss machte. Danach ging er an das archäologische Institut Frankreichs in Athen, von wo aus er mehrere Forschungsreisen unternahm. um danach in Nancy zu promovieren. Einige Jahre später kehrte er nach Paris zurück, wo er seinen Forschungen nachging und einige Werke schrieb. Er war es, der der Geographie allgemeines Ansehen verlieh und diese Wissenschaftsdisziplin an die Universitäten und Schulen brachte.

## Hauptthesen, Konzept dergenres de vieund derpays
Nach Dietrich Fliedner kann Paul Vidal de la Blache als Begründer der Humangeographie gesehen werden, da er viele ihrer Konzepte entwickelt hat.
Hauptsächlich war der „Mensch selbst als soziales Wesen“ das Zentrum seiner Betrachtung. Er untersuchte die Beziehung des Menschen bzw. ganzer Gruppen von Menschen mit ihrer Umwelt oder mit den physischen Gegebenheiten und sagte, anders als Friedrich Ratzel, dass die Menschen in dieser Wechselbeziehung die Landschaft durch Behausung, Bewirtschaftung usw. prägen. Allerdings kam Vidal de la Blache nicht über die Gegnerschaft zur Milieutheorie Ratzels zur Geographie, sondern von der Geschichte her. Und somit zu seinem Ansatz. Der Mensch geht also eine Beziehung mit der Natur ein und formt diese.
Im Mittelpunkt seiner Betrachtungen lag die Untersuchung von bestimmten Kulturen und Völkern wie Nomaden, Fellachen, Bauernkulturen, Bergvölker usw. Die unterschiedlichen Lebensformen prägen ihre Umwelt und nützen ihre Möglichkeiten von Fall zu Fall recht verschieden. In diesem Ansatz kann man schon erkennen, dass Vidal de la Blache nicht, wie Ratzel, dem Geodeterminismus, dem zufolge das menschliche Handeln in erster Linie durch die Naturgegebenheiten bestimmt wird, anhing. Vielmehr sah er, dass sich die Lebensformen, die er als genres de vie bezeichnete, frei und aktiv an die jeweils gegebenen physisch-biotischen Milieus, die pays, anpassten. Mit diesem Ansatz schuf Vidal de la Blache den sogenannten Possibilismus. Paul Vidal de la Blache selbst sagte in seinem Werk Tableau de la Géographie de la France:

„Eine geographische Individualität ergibt sich nicht aus einfachen geologischen und klimatologischen Betrachtungen. Das ist nicht eine im Voraus von der Natur gegebene Sache. Man muss von der Idee ausgehen, dass eine Landschaft ein Reservoir ist, wo Energien schlummern, deren Keim die Natur eingesenkt hat, deren Gebrauch aber vom Menschen abhängt. Er erhellt sich ihre Individualität, indem er sie zu seinem Nutzen entfaltet. Er stellt eine Verbindung zwischen zerstreuten Charakterzügen her; er ersetzt einen systematischen Kräftezusammenhang durch unzusammenhängende Wirkungen örtlicher Umstände. Dann präzisiert und differenziert sich eine Landschaft und wird auf die Dauer wie eine mit dem Bildnis eines Volkes geprägte Medaille.“

Regional gebundene genres de vie, also Lebensformen, wurden interpretiert als Ereignisse einer possibilistischen Anpassung an Naturräume. Es wurde beobachtet und ausgewertet, wie Völker oder auch kleinere Lebensgemeinschaften, die von der Natur angebotenen oder auch nicht angebotenen Ressourcen nützen, auf sie reagieren und sich mit und durch diese entwickelten. So passen sich höher entwickelte Formen der Kulturen besser an vergleichbare Naturgegebenheiten an als z. B. Stämme, die auf niederem Niveau stehen geblieben sind. Die Untersuchung der oben erwähnten Völker im Hinblick auf die Mensch-Natur-Beziehung war gut durchzuführen, da diese autochthon, was so viel bedeutet wie regional gebunden, waren. Auch noch am Rand der Ökumene wie an Küsten oder im Hochgebirge war die Autochthonie am Anfang des 20. Jahrhunderts gegeben, aber sobald sich die Völker auf zu großem Raum ausbreiteten, ist der Ansatz Vidals nicht mehr geeignet.

## Werke
Paul Vidal de la Blache hat insgesamt 17 Bücher, 107 Artikel und etwa 240 Rückblicke und Reportagen verfasst, von denen nur einige übersetzt wurden. Die wichtigsten Veröffentlichungen sind:
- Tableau de la Géographie de la France (1905): In diesem Werk betrachtet Vidal de la Blache Frankreich in zwei Richtungen. Der erste Teil, die Personalité géographique de la France handelt auf 54 Seiten von den Geofaktoren wie Form, Struktur, Zirkulation usw. Der zweite Teil, auf 320 Seiten, ist der regionalen Geographie gewidmet. Das Ergebnis ist, dass Frankreich nicht durch seine Natur, sondern durch seine Menschen geworden ist.[6] Er bringt andere Wissenschaften ins Spiel, um die Mensch-Natur-Beziehung besser zu beschreiben, z. B. die Völkerkunde, die Sozialgeographie, die Geologie und die Geschichte.
- Annales de Géographie (seit 1891): Vidal de la Blache gründete die Annalen der Geographie in Zusammenarbeit mit M. Dubois, in denen etliche seiner Aufsätze über Regionen in Frankreich in Verbindung mit der Untersuchung auf die Korrelation von genres de vie und pays veröffentlicht wurden. Die Annales de Géographie erscheinen heute noch.

## Kritik
Gerhard Hard bezeichnet die Sichtweise von Vidal de la Blache als Kulturökologie. Laut Hard würden die Menschen bei diesem Ansatz nur von ihrer territorialen und nicht von ihrer sozialen Organisation her betrachtet werden. Schon zu Zeiten von Vidal de la Blache seien die Lebensformen der Beauce oder der Brie [...] nicht mehr greifbar gewesen. Sie [die Lebensformen] differenzierten sich innerhalb einer Region sehr stark und glichen sich anderseits interregional stärker an.
Hard kommt in seinem Buch auf drei wesentliche Schwachstellen des kulturökologischen Ansatzes:
- Der Ansatz suggeriere, dass man die Handlungsnormen, nichtmateriellen und nichtlandschaftlichen Kulturelemente außer Acht lassen könne und dass die Relation Gruppe – Milieu genüge. So kämen, wenn überhaupt, die Geopossibilisten nur begrenzt auf den sozialen und kulturellen Hintergrund der Lebensform zurück, und so auf relativ triviale und abstrakte wirtschaftliche Erläuterungen.
- Als Zweites fügt er an, dass doch sogar der geographische Kulturökologe zu einem vagen Determinismus tendiere – einer, wie Claval sagte douce nostalgie du determinisme. Für Possibilisten war Determinist ein Schimpfwort. So beruhe der Geo-Possibilismus bei Licht gesehen auf der trivialen Feststellung, dass Gruppen nicht verlässlich und über längere Zeit auf dieselbe Weise auf Naturgegebenheiten reagieren. Ebenso war, laut Hard, eine Widersprüchlichkeit im Allgemeinen wie im Detail in der Literatur der Kulturökologen zur erkennen.
- Die dritte und entscheidende Schwäche ist, dass sich kulturökologische Probleme wie sie Vidal de la Blache und seine Nachfolger untersuchten, bei jeder anspruchsvolleren Analyse in mehrere Ansätze aufteilten. In jeder Fragestellung fände man mindestens einen naturwissenschaftlich-ökologischen Problemteil und ein Problem der Umweltwahrnehmung.[8]

## Rezeption
Man kann also abschließend sagen, dass in keiner anderen Nation die Geographie so stark von einem Mann geprägt worden ist wie in Frankreich. Die heutige französische Sozialgeographie geht direkt auf ihn zurück. Ebenso, wenn auch wesentlich später, bezieht sich die Utrechter Schule in Holland (z. B. Vuuren) und diverse Schulen der anthropogeographischen Traditionen in Deutschland (Hettner, Bobek), in den Vereinigten Staaten von Amerika und auch in England auf ihn.
Die Mensch-Natur-Beziehung und die damit verbundene regionale Betrachtung ganz unterschiedlicher Gebiete wird noch heute als la tradition vidalienne bezeichnet.